# 亞倫·比恩
亚伦·保罗·比恩（英語：Aaron Paul Bean，1967年1月25日—）是一位美国政治人物，現任代表佛罗里达州第四国会选区聯邦眾議員，比恩是共和黨籍。

## 外部連結
- Congressman Aaron Bean （页面存档备份，存于） official U.S. House website
- Our Campaigns – Aaron Bean (FL) （页面存档备份，存于） profile
- Campaign website （页面存档备份，存于）
- C-SPAN內的頁面（英文）
- 美國國會國家人物傳記大辭典中的傳記
- 由華盛頓郵報維護的投票記錄
- 智慧投票计划中的傳記、投票紀錄及利益集團評級
- 聯邦選舉委員會中的競選財務報告和數據